# Вітер Валерій Сергійович
Вітер Валерій Сергійович (нар. 23 липня 1947, Київ) — український художник, музикант, співак. Лауреат Всеукраїнських та Міжнародних пісенних конкурсів.Заслужений художник України(2010).

## Біографія
Вітер Валерій Сергійович народився 23 червня 1947 року в Києві.
Навчався в Київській художній школі імені Т.Шевченка. Тринадцятирічним знявся в кінофільмі Сергія Параджанова Українська рапсодія (1961).
1971 — закінчив Київський художній інститут (нині Національна академія образотворчого мистецтва і архітектури)-викладачі С. Грош, Т. Лящук.
Працював солістом-вокалістом всесвітньо відомого вокально-інструментального ансамблю «Кобза» (1971—1987) при Українському гастрольно-концертному об'єднанні «Укрконцерт»Укрконцерт.З гастролями уславленого колективу виступав в багатьох країнах світу. Їхня творчість закарбована в кінофільмах, десятках платівок та компакт-дисків не лише в Україні, а і в багатьох країнах світу.
Від 2000 року — керівник ансамблю «КОБЗА ORIGINAL». У репертуарі — обробки українських народних пісень, зокрема «На Івана Купала», «Ой гаю-гаю».
Має творчу майстерню художника-графіка з мистецьким клубом на вулиці Антоновича в Києві.

## Творчий доробок
Є учасником 170 міжнародних, всесоюзних, республіканських, регіональних та групових виставок.
Має 7 персональних художніх виставок.
Перша художня виставка митця відбулася в 1967 році.
Визначальною в творчості стала участь у персональній виставці в мистецькій галереї «Лавра»(1998).
Малярські та графічні твори митця зберігаються в музеях та картинних галереях України, Австрії, Бельгії, Болгарії, Німеччини, Чехії, Франції, Японії, США, в приватних колекціях 16 країн світу.
Переломною для митця була участь у Міжнародній виставці в Польщі(1974).
Однією з найбільш представлених була персональна виставка в Національній парламентській бібліотеці України(2013).
Автор серії плакатів на громадянську тематику. Створює кіно- і театральні плакати на соціально-політичні та екологічні теми. Творчості В.Вітера притаманні оригінальність та яскравість, метафоричність образного мислення, вміння кількома деталями передати філософський зміст художнього твору.
Разом з автором слів Миколою Сядристим створили компакт-диск пісень «Мить»(2013)

## Громадська діяльність
Член Національної спілки художників України(1974).
Доброчинна діяльність за програми благодійних фондів.

## Нагороди
1971-1987 — Лауреат Всеукраїнських, Всесоюзних та Міжнародних пісенних конкурсів.
1973 — Лауреат Всесоюзного конкурсу вокально-інструментальних ансамблів (Мінськ, 1973)
2010 - Почесне звання "Заслужений художник України"